# Émilie Chesnais
Pour les articles homonymes, voir Chesnais.
Émilie Chesnais est une  comédienne française née à Neuilly-sur-Seine le 7 septembre 1984.
Elle est la fille de l'acteur Patrick Chesnais et de la comédienne Josiane Stoléru.

## Filmographie

### Cinéma
- 2001 : Charmant Garçon
- 2003 : Le Cœur des hommes de Marc Esposito : Charlotte
- 2004 : Le Carton de Charles Nemes : Émilie Rodier
- 2006 : Le Cœur des hommes 2 de Marc Esposito: Charlotte
- 2006 : L'Entente cordiale de Vincent de Brus
- 2007 : Très bien, merci d'Emmanuelle Cuau
- 2009 : Ensemble, c'est trop
- 2010 : Un balcon sur la mer de Nicole Garcia: Patricia
- 2011 : HH, Hitler à Hollywood
- 2011 : La Brindille
- 2013 : Le Cœur des hommes 3 de Marc Esposito : Charlotte

### Télévision

#### Téléfilm
- 2009 : L'Éloignement

#### Séries télévisées
- 2008 : Duel en ville[3]
- 2008-2009 : Diane, femme flic, série TV, saisons 6 et 7: lieutenant Virginie Moreira dit « Djin »
- 2015 : Le Bureau des légendes : Rim, la secrétaire de Duflot
- 2017 : Capitaine Marleau : Double jeu de Josée Dayan

## Théâtre
- 2006 : Électre de Sophocle, mise en scène de James Kerr
- 2006 : Roméo et Juliette de William Shakespeare, mise en scène de John Link
- 2006 : Dom Juan de Molière, mise en scène de James Kerr
- 2007 : High Shoes d'Émilie Chesnais, mise en scène d'Émilie Chesnais
- 2008 : Paroles d'acteurs de Sarah Kane, mise en scène de Ludovic Lagarde, théâtre de la Cité internationale
- 2009 : La serva amorosa de Carlo Goldoni, mise en scène de Christophe Lidon, théâtre Hébertot
- 2009 : L'Éloignement de Loleh Bellon, mise en scène de Bernard Murat, théâtre Édouard-VII
- 2009 : L'Anniversaire de Harold Pinter, mise en scène de Michel Fagadau, Comédie des Champs-Élysées
- 2010 : Jalousie en trois mails de Hester Vilar, mise en scène de Didier Long, théâtre Montparnasse
- 2012 : Le Tartuffe, de Molière, théâtre de Paris[4]
- 2018 : Tu te souviendras de moi de François Archambault, mise en scène Daniel Benoin, théâtre de Paris[2],[5]

## Distinctions
- 2008 : Talents Cannes ADAMI 2008, avec Bientôt j'arrête de Léa Fazer.